# 樂秀
樂秀（1876年—?），字悦卿，号叔颖，滿洲鑲白旗人，清朝政治人物、同進士出身。
光緒甲午举人，二十四年（1898年），参加光緒戊戌科殿試，登進士三甲53名。同年五月，著交吏部掣签分发各省，以知县即用，任福建南安县、連城县知县。